# Szok borówki wysokiej

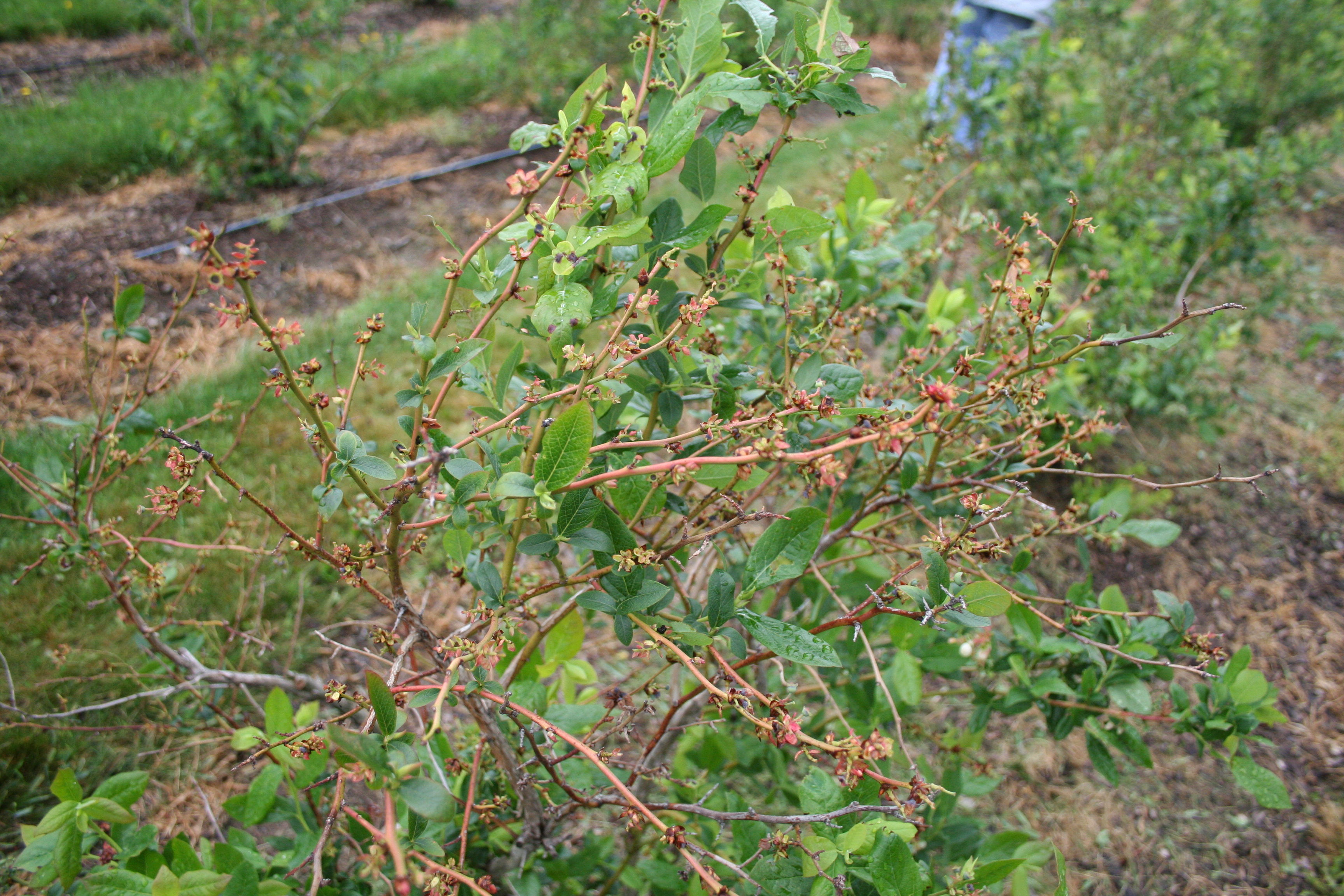
Porażone pędy i owoce

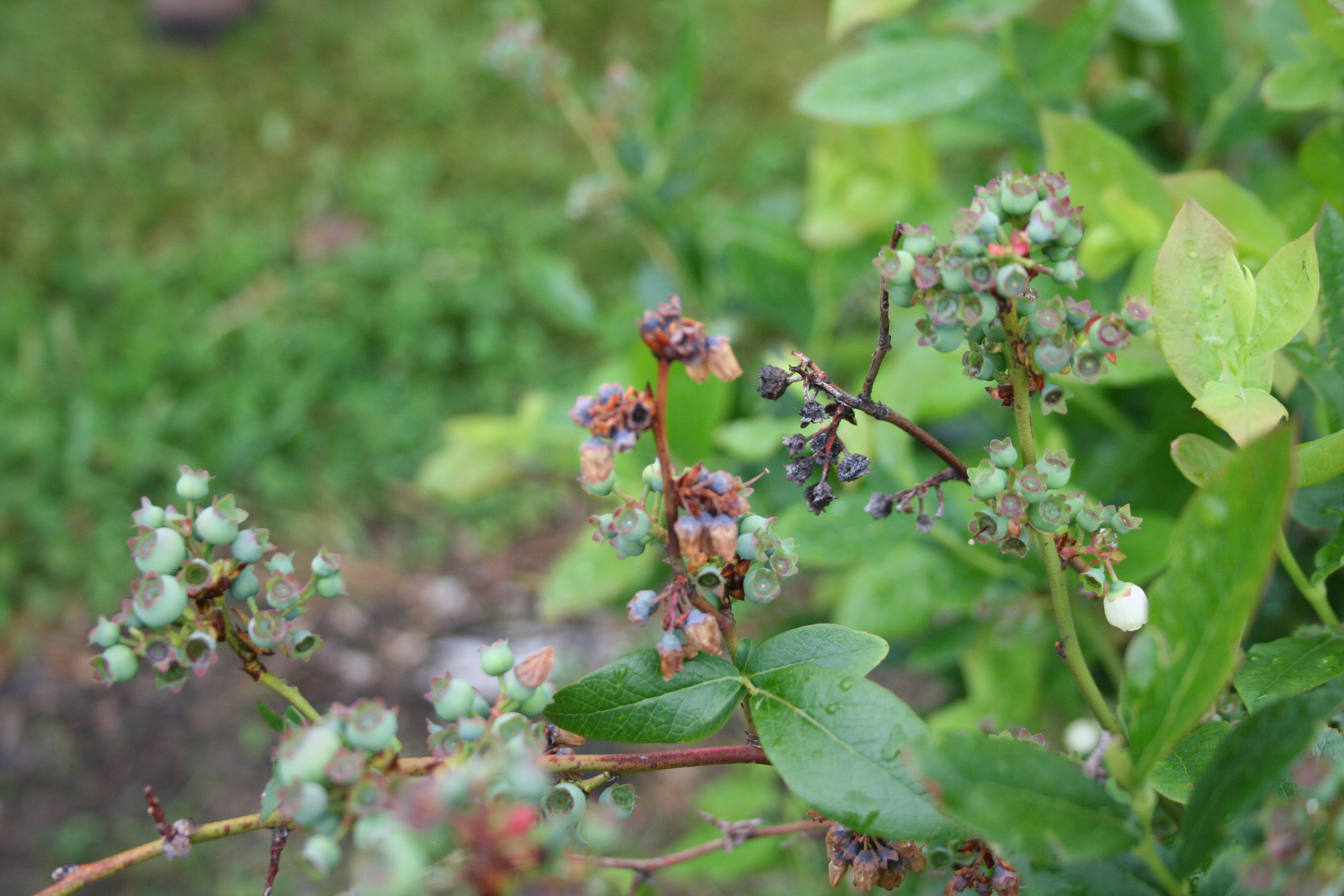
Porażone owoce

Szok borówki wysokiej (ang. blueberry shock) – wirusowa choroba borówki wysokiej (Vaccinium corymbosum) wywołana przez wirusa szoku borówki wysokiej (Blueberry shock virus, BlShV).

## Szkodliwość i objawy
Szok borówki wysokiej jest powszechny w północnoamerykańskich stanach Oregon i Waszyngton oraz w kanadyjskiej Kolumbii Brytyjskiej. Występuje również w Polsce. Objawy są bardzo podobne do objawów oparzeliny borówki wysokiej: w okresie kwitnienia następuje nagłe obumarcie kwiatów i liści. Jednak w przeciwieństwie do oparzeliny, liście ponownie odrastają i rośliny znów wyglądają całkiem normalnie, z wyjątkiem braku owoców. Porażone krzewy często wykazują objawy przez okres od jednego do czterech lat, a następnie stają się bezobjawowe. W USA na północno-zachodnim wybrzeżu Pacyfiku krzewy w końcu odradzają się i na dobrze zarządzanych polach możliwy jest dobry plon.
Szok borówki wysokiej może powodować także obumieranie młodych gałązek o długości do około 10 cm. Obumarłe, sczerniałe kwiaty mogą wyglądać jak zniszczone przez wiosenne przymrozki lub grzyby z rodzajów Phomopsis i Botrytis. Przy ostrym przebiegu choroby całe krzewy obumierają w ciągu 3–5 lat. U niektórych odmian (np. ‘Stanley’) występuje również chloroza brzegów liści. Różne odmiany wykazują różną podatność na tę chorobę. Wszystkie testowane odmiany są podatne, ale u odmian ‘West Coast’ i ‘Jersey’ brak jest objawów, natomiast u ‘Legacy’ i ‘Bluecrop’ jedynymi objawami mogą być bladozielone liście.

## Epidemiologia
Wirus szoku borówki znajduje się w pyłku kwiatowym porażonych kwiatów i jest przenoszony przez pszczoły, co powoduje, że na plantacji szybko się rozprzestrzenia. Infekcja następuje tylko w okresie kwitnienia. Bezobjawowe zakażone rośliny pozostają źródłem wirusa. Objawy choroby mogą pojawić się od roku do dwóch lat po infekcji. Choroba rozprzestrzenia się szybko promieniście i ostatecznie wszystkie krzewy na polu mogą zostać zainfekowane. Wirus łatwo rozprzestrzenia się na sąsiednie pola, ale zwykle nie dalej niż 1 km.
Pojawienie się choroby na obszarze, w którym choroba ta dotąd nie występowała w bliskiej okolicy, zwykle spowodowane jest zainfekowanymi sadzonkami.

## Ochrona
Choroby nie można wyleczyć. Ponieważ przenoszona jest przez pszczoły, nie można jej też zapobiec, jeśli występuje w pobliżu. Podstawowym środkiem zapobiegawczym jest sadzenie tylko zdrowych, wolnych od wirusów sadzonek. Szczególnie ważne jest, aby nie importować materiału nasadzeniowego z obszarów, na których występują wirusy szoku i oparzelizny, chyba że został on przebadany pod kątem wirusów. W 2002 r. Departament Rolnictwa stanu Michigan ustanowił kwarantannę materiału do sadzenia borówki, aby zapobiec wprowadzeniu tych wirusów. Materiał sadzeniowy wysyłany do stanu Michigan musi być zaopatrzony w stanowy certyfikat fitosanitarny lub certyfikat zgodności z kwarantanną, wskazujący miejsce jego pierwotnego rozmnażania lub produkcji oraz oznakowany lub opieczętowany w celu wykazania zgodności z warunkami kwarantanny. Naruszenie przepisów dotyczących kwarantanny jest karalne.